# Scopula ordinata
Scopula ordinata är en fjärilsart som beskrevs av Walker 1861. Scopula ordinata ingår i släktet Scopula och familjen mätare. Inga underarter finns listade.